# Pèire Devoluy
Pèire Devoluy (Chastilhon, Droma, 1862 - Niça, 1932) és el nom amb el qual és conegut l'escriptor occità Pau Gros-Long.
Pertanyia a una família protestant, i fou oficial de l'exèrcit francès. Rebé la formació poètica a París, en contacte amb el simbolisme. Historiador i novel·lista, fou el capolièr dels joves (1901-09), però els seus esforços per modernitzar el felibritge fracassaren. Durant la revolta de vinyataires del Llenguadoc del 1907 contra el govern de Georges Clemenceau va donar suport els rebels, cosa que l'enfrontaria amb Frederic Mistral i que donaria el cop de gràcia al poc prestigi polític dels felibres. És autor de Istòri naciounalo de la Prouvènço dóu miejour di gaulo.